# Krigsåret 1866

## Pågående krig
- Franska interventionen i Mexiko (1861-1867)

- Nyzeeländska krigen (1845-1872)
  - Brittiska imperiet på ena sidan.
  - Maori på andra sidan.

- Trippelallianskriget (1864 - 1870)[1]
  - Paraguay på ena sidan
  - Brasilien, Argentina och Uruguay på andra sidan

- Tyska enhetskriget (1866)[1]
  - Preussen, Italien, storhertigdömena Braunschweig, Mecklenburg-Schwerin, Mecklenburg-Strelitz och Oldenburg samt den fria staden Hamburg.
  - Österrike, kungarikena Sachsen, Bayern, Hannover, och Württemberg, storhertigdömena Baden, Hessen-Kassel och Nassau och den fria staden Frankfurt am Main.

## Händelser

### Juli
- 3 - Slaget vid Königgrätz

### Augusti
- 23 - Freden i Prag mellan de tyska staterna ger Preussen utökat territoriom. Tyska förbundet upphör att existera.

### Fotnoter
1. 1 2  ”World Statesmen”. http://www.worldstatesmen.org/WARS.html. Läst 28 juni 2011.